# 타와다 히데야
타와다 히데야(일본어: 多和田 任益 たわだ ひでや[*], 1993년 11월 5일 ~ )는 일본의 배우이다.

## 출연작

### TV 드라마
- 2015년 ~ 2016년 수리검전대 닌닌저 - 킨지 타키가와 / 스타닌자 역

## 영화
- 수리검전대 닌닌저 THE MOVIE 공룡주군님 멋지다 인법첩! - 킨지 타키가와 / 스타닌자 역
- 수리검전대 닌닌저 VS 토큐저 THE MOVIE 닌자 인 원더랜드 - 킨지 타기가와 / 스타닌자 역
- 동물전대 쥬오우저 VS 닌닌저 미래에서의 메시지 from 슈퍼전대 - 킨지 타키가와 / 스타닌자 역